# برايان جونسون جونيور
برايان جونسون جونيور (بالإنجليزية: Brian Johnson, Jr.)‏ هو سائق سباق أمريكي، ولد في 17 مايو 1979.

## وصلات خارجية
- الموقع الرسمي
- برايان جونسون جونيور على موقع Racing-Reference.info (الإنجليزية)